# Cara da Sunga
Eduardo André Viamonte, mais conhecido como o Cara da Sunga, é um ativista, músico, técnico em informática, empresário, professor de inglês, palestrante, influenciador digital e mestre de cerimônias brasileiro. Tornou-se um personagem da cena cultural porto-alegrense por correr longas distâncias utilizando apenas sunga, tênis, eventualmente luvas, e chapéu, independente de condições climáticas adversas como chuva e frio.  

## Biografia
Nascido em Porto Alegre, mantendo sua idade em sigilo, o cara da sunga tornou-se figura pública local a partir dos anos 2000, quando passou a ser notado em rotinas de corrida ao ar livre, sobretudo no Parque Farroupilha. A escolha pela sunga foi inicialmente prática, motivada pela prevenção de assaduras e pela facilidade de manter o corpo aquecido sem roupas molhadas de suor ou chuva.
Além de corredor, atua profissionalmente no setor de tecnologia da informação do Banrisul e administra uma escola de inglês. Paralelamente, dedica-se a atividades culturais como músico - inclusive atuando como percussionista do "Bloco da Laje" um tradicional bloco carnavalesco que realiza intervenções culturais na cidade de Porto Alegre, mestre de cerimônias em eventos e palestrante sobre corrida e estilo de vida.
Viamonte também viveu por um período quando adolescente nos Estados Unidos, onde aprimorou sua formação acadêmica e experiência profissional, especialmente na área de idiomas. Essa passagem influenciou tanto sua atuação como educador quanto sua vivência cultural ao retornar ao Brasil.
Nos anos 2010 e 2020, sua imagem foi incorporada ao imaginário popular e cultural de Porto Alegre. O músico Carlinhos Carneiro, da banda Bidê ou Balde, chegou a compor uma canção em sua homenagem, reforçando o apelido “Cara da Sunga”. Depois da música, as pessoas passaram a chamá-lo desta forma pelas ruas de Porto Alegre e Eduardo resolveu adotar o apelido.

### Atuação cultural e ativismo
No campo do ativismo, Eduardo atua principalmente em questões socioambientais ligadas ao Parque da Redenção, um dos principais espaços públicos da capital gaúcha. Ele é integrante do Coletivo Preserva Redenção, que se posiciona contra projetos de concessão do parque à iniciativa privada. Ele também destaca-se pelo ativismo em prol da defesa da fauna e flora silvestre da região. Entre suas ações destacam-se:
- A participação em protestos contra a concessão do Parque da Redenção, como o evento cultural denominado “Pedalnic” em 2022, que uniu pedalada e piquenique como forma de manifestação política e comunitária;[3]
- A organização do “passeio coletivo de biquíni e sunga” também em 2022, uma performance cultural que reuniu dezenas de pessoas para chamar atenção à causa da preservação do parque;[4]
- A defesa da fauna silvestre urbana, com foco especial nos gambás da Redenção, espécie frequentemente alvo de preconceito e violência, que passou a ser símbolo de suas campanhas em 2023;[5]
- A presença em protestos socioambientais mais amplos, denunciando riscos da privatização de áreas verdes de Porto Alegre sem a devida avaliação de impacto ambiental.[5]

## Corrida

### Início
O Cara da Sunga começou a correr quando era adolescente, durante um intercâmbio que fez nos Estados Unidos. A corrida foi uma forma de lidar com situações como o bullying que sofria por não dominar a língua inglesa e por ter dificuldade de compreender as aulas na escola. Logo percebeu os benefícios do esporte e acabou adotando a prática cotidianamente, por mais de vinte anos.
| “ | A única coisa que eu sei é que vou correr todos os dias | ” |

### Vestimentas
A escolha pelos trajes que o trouxeram fama ocorreu no ano de 2003. E ela foi tomada por questões práticas, não estéticas. O nylon do calção de corrida causava assaduras em suas coxas, o que o levou a optar pelo uso da sunga. Já as camisetas ficam molhadas de suor durante o percurso de 20 quilômetros que costuma percorrer diariamente, sendo 10 na hora do almoço e 10 de madrugada, aumentando o risco de causar uma gripe. No inverno, quando o frio é intenso em Porto Alegre, o Cara da Sunga costuma utilizar uma touca na cabeça e luvas nas mãos, mantendo suas extremidades aquecidas. De acordo com ele, correr no frio leva a uma maior produção de dopamina, consequentemente aumentando a sensação de prazer.
O precursor desta decisão foi o dia em que foi buscar sua namorada para uma corrida, mas esqueceu a camiseta em casa. Apesar do frio intenso, decidiu correr assim mesmo. Em suas palavras,
| “ | Era um dia frio, e as pessoas diziam 'vai ficar doente, vai pegar pneumonia, vai morrer!'. Como não morri, e achei a sensação de não sentir o suor gelado muito agradável, daquele dia em diante eu nunca mais corri de roupa | ” |

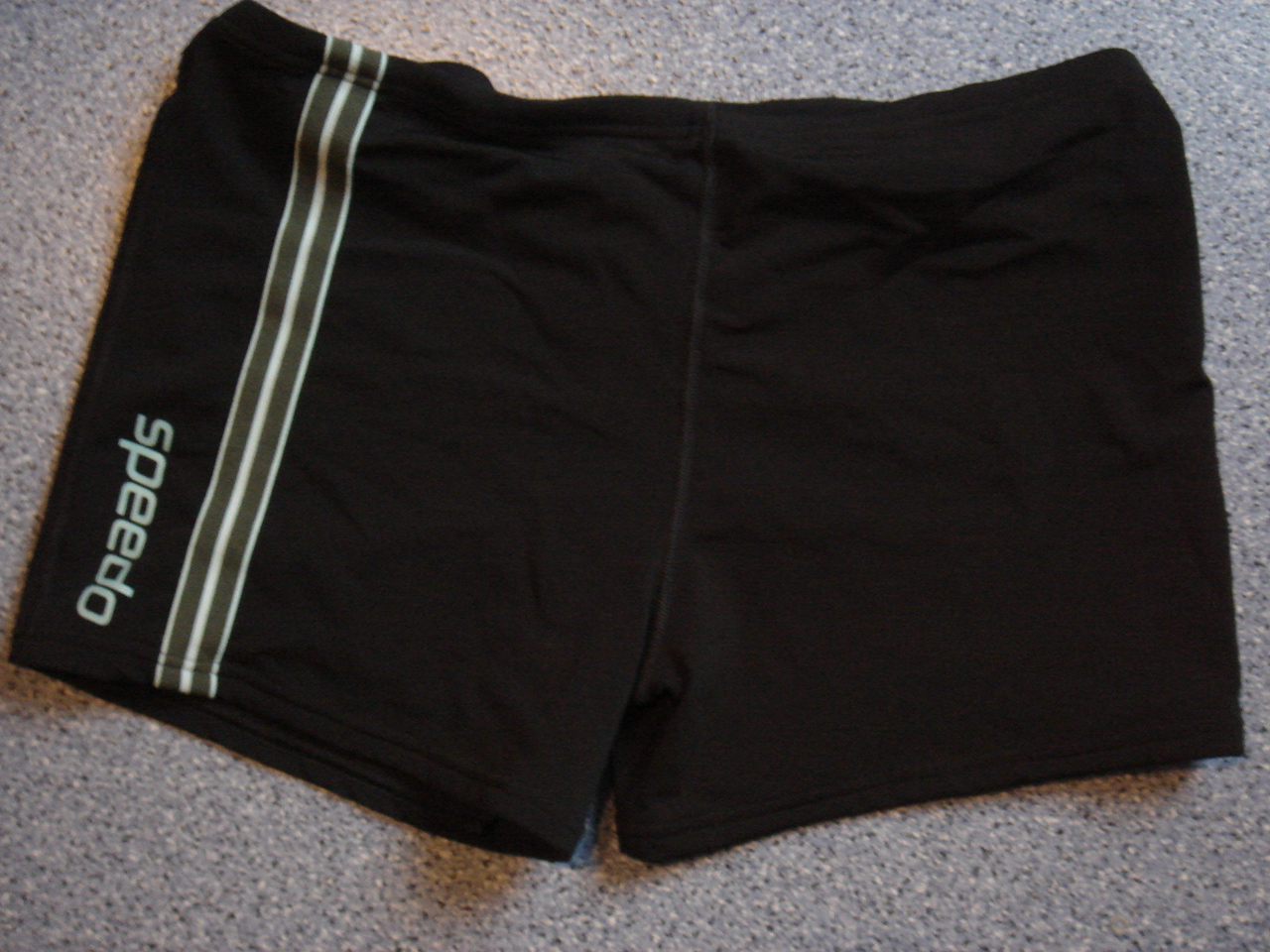
Uma sunga, vestimenta pela qual o Cara da Sunga é conhecido.

As sungas que utiliza são todas modelo boxer, da Adidas, com poucas variações de cores. Da adidas também são seus tênis, modelo Ultraboost. Em 2023, em ocasião da Maratona de Porto Alegre e uma parceria com a empresa Olympikus, o cara da sunga realizou conteúdos utilizando o Olympikus Corre 3. Enquanto o número de sungas em sua coleção está entre oito e nove, os chapéus são três. Para que não precise levar nada consigo durante a corrida, o Cara da Sunga deixa suas chaves na portaria do prédio onde mora e aproveita a boa relação com a população porto-alegrense para pedir um copo de água em algum restaurante ou uma fruta em alguma banca durante seu percurso.

### Cordilheira dos Andes
Em julho de 2022, o Cara da Sunga completou o desafio de correr no Valle Nevado, nos Andes, enquanto fazia uma temperatura de 14 Graus Celsius negativos. O desafio, proposto por ele mesmo, é fruto de uma viagem a Gramado, na Serra Gaúcha, quando correu em uma temperatura de 5 graus celsius negativos. Ao perceber que a sensação de correr em uma temperatura negativa era agradável, resolveu experimentar temperaturas ainda mais baixas.
A preparação para este momento levou anos, a partir da exposição controlada a baixas temperaturas. Durante os dias de frio em Porto Alegre, passou mais tempo suado e parado na rua do que o costume. Sua técnica de controle da temperatura é composta por cinco pontos: proteção das extremidades; respiração profunda; hidratação; e não contração do corpo.

### Embaixador da Maratona Internacional de Porto Alegre em 2023
Na 38ª Maratona Internacional de Porto Alegre, realizada em junho de 2023, Eduardo foi convidado para ser embaixador do evento, destacando-se como uma das figuras mais emblemáticas da cena esportiva e cultural da cidade. A maratona contou com a participação de aproximadamente 16 mil corredores de 16 países, oferecendo provas de 42,195 km, 21 km e 7,5 km, com largada e chegada em frente ao BarraShoppingSul, na zona sul de Porto Alegre. Além das provas principais, o evento incluiu a Maratoninha Kids e a Meia Maratona no sábado, 3 de junho, e a Maratona no domingo, 4 de junho, com transmissão ao vivo pela TVE.

## Relação com a cultura local

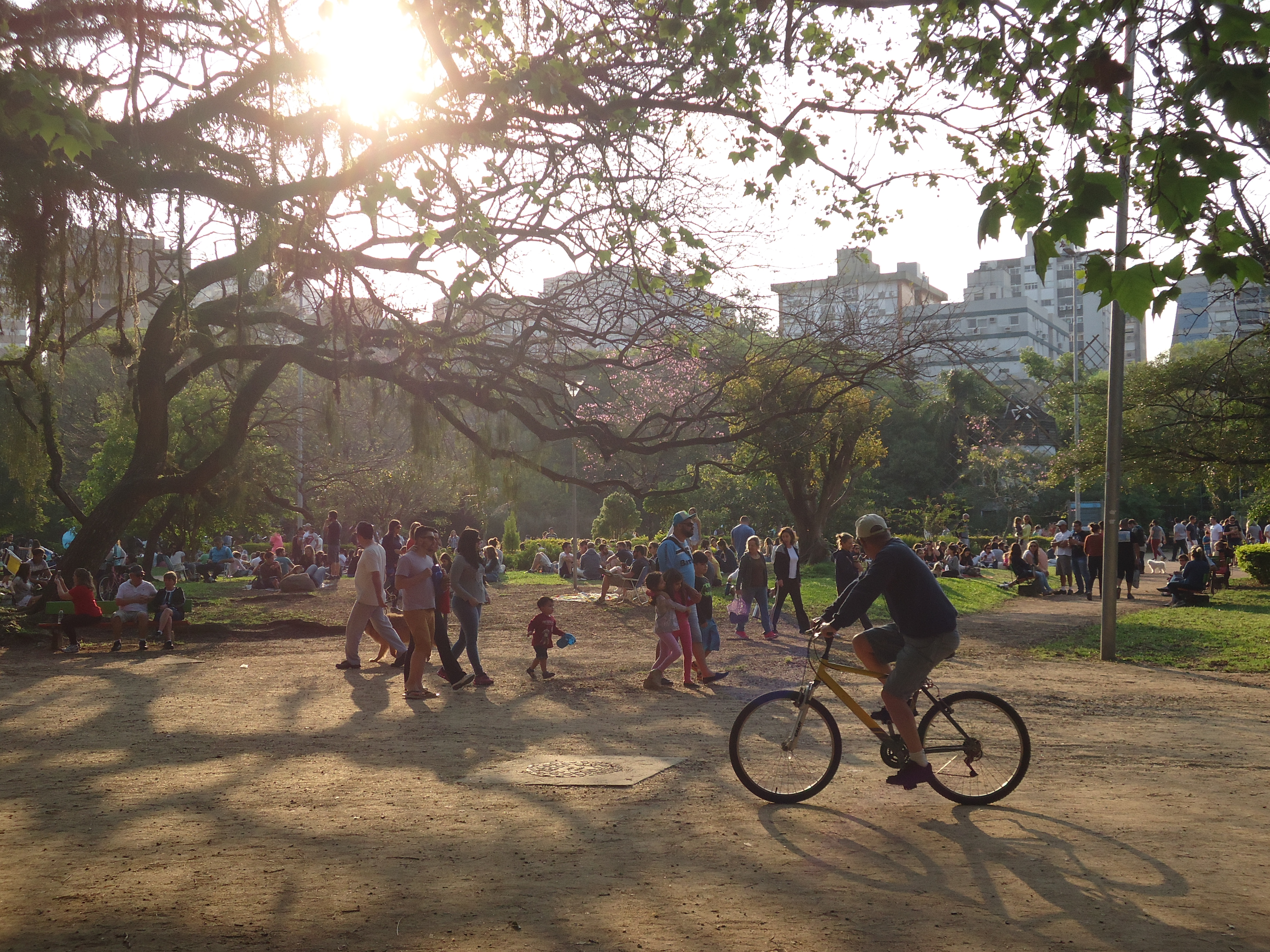
Parque Moinhos Vento, um dos locais onde o Cara da Sunga costuma correr

Durante a pandemia de COVID-19, para incentivar os porto-alegrenses ao isolamento social, o Cara da Sunga parou de correr na rua e passou a exercitar-se dentro de seu apartamento. Em agosto de 2020, concedeu entrevista ao programa Encontro com Fátima Bernardes utilizando uma máscara para correr.
Quando não está correndo, o Cara da Sunga é dificilmente reconhecido. Um dos principais motivos é seu cabelo, que costuma ficar escondido por debaixo do chapéu que usa enquanto corre.

### PoA Meme Cup
Em setembro de 2022 foi lançado o álbum de figurinhas Poa Meme Cup, com personagens, pratos, pontos turisticos e memes icônicos de Porto Alegre, em alusão ao álbum da Copa do Mundo do Catar. O Cara da Sunga foi uma das figuras retratadas no álbum. Sobre ter sido escolhido para fazer parte das figurinhas, ele afirmou ter se sentido homenageado e elogiou a iniciativa, vinda do professor Marcos Müller, devido ao seu caráter histórico.
| “ | Os memes contam a história e constroem a identidade de uma determinada localidade. É um grande orgulho estar ali. | ” |

### Lendas urbanas
Uma lenda urbana criada em cima de sua figura é a de que ele seria dono da rede de farmácias Panvel. Esta lenda surgiu por conta de seu hábito de deixar as chaves em uma unidade da rede que ficava aberta 24 horas por dia, quando ia fazer suas corridas noturnas no Parque Moinhos de Vento. Outras versões da mesma história contam que o Cara da Sunga tinha o costume de entrar pelado na farmácia e que o apelido "Panvel" foi dado por pessoas em situação de rua, as quais ele ajudava comprando lâminas de barbear para que participassem de entrevistas de emprego. Também foi criada a lenda urbana de que o Cara da Sunga era policial.
Uma das razões pelas quais lendas urbanas são criadas em seu entorno é sua discrição em relação a algumas informações pessoais. Além de não revelar a idade, por um bom tempo evitava dar entrevistas, criando espaço para que especulações e histórias fantasiosas surgissem no espaço público porto-alegrense. Seu cabelo, por exemplo, fica escondido por debaixo do chapéu e não costuma ser fotografado até mesmo pelas pessoas próximas a ele.